# Маримар
„Маримар“ (на испански: Marimar) е мексиканска теленовела от 1994 г., продуцирана от Вероника Пимстейн и режисирана от Беатрис Шеридан за Телевиса. Базирана е на радио новелата La indomable, написана от Инес Родена.
В главните роли са Талия и Едуардо Капетийо, а в отрицателната - Шантал Андере. Специално участие взема първият актьор Мигел Палмер.
Маримар е втората теленовела от т.нар. „Трилогия за Мария“, която се състои от Мария Мерседес и Мария от квартала.

## Сюжет
Маримар е бедно и неграмотно момиче, което живее в Сан Мартин де ла Коста със своите баба, дядо и куче. За да си изкарват прехраната, Маримар лови риба на брега на морето, където се запознава със Серхио Сантибаниес, млад футболист, и се влюбва в него. Въпреки това, Серхио не отговаря на чувствата ѝ, но измисля план да се ожени за Маримар, за да се противопостави на Ренато, баща му, и Анхелика, неговата мащеха. Маримар минава през най-трудните си моменти в имението на Сантибаниес. Анхелика и сестра ѝ Антониета непрекъснато унижават Маримар, особено, когато го няма Серхио. Най-голямото унижение за Маримар е, когато Анхелика я принуждава с уста да извади гривна от кална локва, защото тази гривна е била на майката на Серхио. Впоследствие, за да изгони Маримар от имението, Анхелика я обвинява, че е откраднала същата гривна. Анхелика предизвиква пожар в къщата на бабата и дядото на Маримар, където те умират. Унижена и изгубила доверие в света, Маримар заминава за столицата Мексико, без да знае, че там живее Густаво Алдама, истинският ѝ баща. С името Бела, Маримар започва работа като прислужница в дома на Алдама. Когато се разкрива истинската ѝ самоличност, Густаво и сестра му Есперанса превръщат Маримар в културна и изискана дама от висшето общество. С новата си самоличност, Маримар предприема мерки за да си отмъсти на семейство Сантибаниес, и особено на Серхио.

## Актьори
Част от актьорския състав:
- Талия – Мария дел Мар „Маримар“ Алдама Перес / Бела Алдама
- Едуардо Капетийо – Серхио Сантибаниес
- Шантал Андере – Анхелика Нарваес де Сантибаниес
- Алфонсо Итуралде – Ренато Сантибаниес
- Рене Муньос – отец Порес
- Мигел Палмер – Густаво Алдама
- Ада Кораско – Крус Оливарес де Перес
- Тито Гисар – Панчо Перес
- Гилермо Гарсия Канту – Бернардо Дуарте
- Рикардо Блуме – Фернандо Монтенегро
- Питука де Форонда – Есперанса Алдама
- Фернандо Колунга – Адриан Росалес

## Премиера
Премиерата на Маримар е на 31 януари 1994 г. по Canal de las Estrellas. Последният 150. епизод е излъчен на 26 август 1994 г.

## Адаптации
Маримар е базирана върху радио новелата La Indomable, създадена от Инес Родена. Върху същата са създадени и следните адаптации:
- La indomable, създадена през 1974 г. от RCTV, режисирана от Хуан Ламата. С участието на Марина Баура и Елио Рубенс.
- Отмъщението, създадена през 1977 г. от Телевиса, продуцирана от Валентин Пимщейн и режисирана от Рафаел Банкелс. С участието на Елена Рохо, Енрике Лисалде и Беатрис Шеридан.
- През 2007 г. е създаден филипинската адаптация Marimar, режисирана от Мак Алехандре и Хойсе Бернал. С участието на Мариан Ривера и Дингдонг Дантес.
- През 2008 г. канал Venevisión създава адаптацията Alma indomable. С участието на Скарлет Ортис и Хосе Анхел Ямас.
- През 2013 г. Телевиса създава адаптацията Необуздано сърце, продуцирана от Натали Лартио. С участието на Ана Бренда Контрерас, Даниел Аренас и Елисабет Алварес.
- През 2015 г. е създадена втората филипинска адаптация MariMar, режисирана от Доминик Сапата. С участието на Меган Юнг и Том Родригес.

## DVD
На 8 февруари 2008 г. компания Телевиса издава сериала на DVD.